# Battle (fiume)
Il fiume Battle (in inglese Battle River) è un fiume canadese che attraversa la parte centrale della provincia dell'Alberta e occidentale della provincia dello Saskatchewan. È il maggior affluente del fiume North Saskatchewan dove sfocia presso la cittadina di Battleford.
Ha una lunghezza di 570 km e un bacino idrografico di 30.300 km². La sua portata media è di 10 m³/s alla foce.